# Peterskirche (Murr)

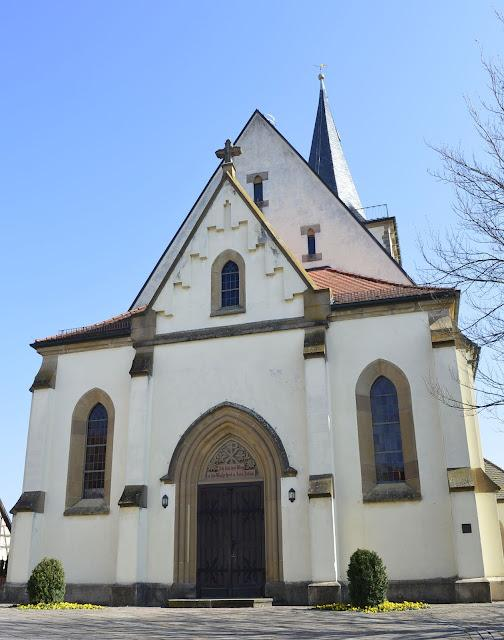
Peterskirche in Murr

Die evangelische Peterskirche steht in Murr, einer Gemeinde im Landkreis Ludwigsburg in Baden-Württemberg. Das Bauwerk ist beim Landesamt für Denkmalpflege Baden-Württemberg als Baudenkmal eingetragen. Die Kirchengemeinde gehört zum Kirchenbezirk Marbach der Evangelischen Landeskirche in Württemberg. Namensgeber der Kirche ist Simon Petrus.

## Beschreibung
Die Saalkirche besteht aus drei Baukörpern. Das 1488 gebaute Langhaus erhielt 1902 den von Strebepfeilern gestützten westlichen Anbau für die Unterbringung von Treppen und Nebenräumen, hinter dessen Portal sich das Vestibül befindet. Der ältere Kirchturm im Osten ist auf Grund seiner Schießscharten auf den Chorturm einer Wehrkirche zurückzuführen.
Der Innenraum des Langhauses ist mit einer Flachdecke überspannt, der des Chors, d. h. des Erdgeschosses des Chorturms, mit einem Kreuzrippengewölbe. Zur Kirchenausstattung gehört die Nachbildung des Heiligen Grabes. Die farbigen Glasfenster an der Westfassade zeigen Szenen aus dem Leben des Apostels Petrus. An der Empore sind 15 Apostel-Gemälde angebracht. Die Kanzel ist mit Bildern der Murrer Malerin Helga Möhle (* 1937) zu den Themen „Das Wort“, „Die vier Evangelisten“, „Die Schöpfung“, „Die Dreifaltigkeit“ und „Pfingsten“ ausgestattet.
Die von Peter Plum 1980 gebaute Orgel ersetzte das 1912 von Paul Walcker geschaffene Instrument.